# Budynek Seminarium Duchownego w Bydgoszczy
Budynek Seminarium Duchownego w Bydgoszczy – zabytkowy budynek oświatowy, położony przy ul. Grodzkiej 18-22 w Bydgoszczy.

## Położenie
Budynek stoi w południowej pierzei ul. Grodzkiej, naprzeciw pałacyku Lloyda oraz „szklanych spichrzy” w Bydgoszczy.

## Historia

### Okres pruski
Zachodnia część obecnego budynku (elewacja z czerwonej cegły) została wzniesiona w 1858 r. na miejscu dawnej fosy zamkowej, zniwelowanej już w XVIII wieku. Budynek wzniesiono dla Miejskiej Szkoły Realnej (niem. Städtische Realschule), istniejącej od 23 maja 1851 r. Była to szkoła wyższej rangi w ówczesnej Bydgoszczy, przeznaczona głównie dla synów urzędników i kadry oficerskiej.
Początkowo do szkoły uczęszczało 136 uczniów. Utworzono wtedy jedynie trzy niższe klasy. W kilka miesięcy liczba uczniów wzrosła do 204 osób. 1 października 1851 r. do szkoły przeniesiono również uczniów uczęszczających do miejskiej szkoły dla chłopców, wówczas zlikwidowanej. Utworzono dla nich odrębną klasę, którą w 1855 r. przekształcono w szkołę przygotowawczą. Zajęcia szkolne odbywały się w wynajętym na potrzeby szkoły budynku przy Wełnianym Rynku u wylotu ul. Poznańskiej. Potem w związku ze wzrostem liczby uczniów lekcje odbywały się w budynku poklasztornym karmelitów. Do wiosny 1853 r. uruchomiono wszystkie sześć klas szkoły. 30 marca 1855 r. wypromowano pierwszych maturzystów.
Sprawą zasadniczą była budowa nowego gmachu szkolnego, który odpowiadałby potrzebom szkoły. Nowy budynek usytuowany przy ul. Grodzkiej oddano do użytku 11 października 1858 r. Koszt budowy wyniósł 36 tys. talarów. Miejska szkoła realna funkcjonowała w nim do końca okresu zaboru pruskiego (1920).
Szkoła realna była placówką miejską. Utrzymywała się z budżetu miasta i stosunkowo wysokich opłat czesnego. Pomocne były także subwencje otrzymywane od majętniejszych obywateli miasta. W 1859 r. po wprowadzeniu nowego regulaminu dla szkół realnych, bydgoska placówka stała się szkołą realną I stopnia i przeszła pod nadzór Prowincjonalnego Kolegium Szkolnego w Poznaniu.
W 1860 r. otwarto w Bydgoszczy konkurencyjną szkołę wydziałową. Była to placówka o węższym programie nauczania, lecz także niższych opłatach za naukę. W związku z tym część uczniów zdecydowała się na opuszczenie szkoły realnej i kontynuowanie nauki w szkole wydziałowej. Ich liczba spadła z 525 w 1858 r. do 460 w 1862 r. W następnych latach szkoła realna odzyskała jednak swoją pozycję i w roku szkolnym 1869–1870 uczęszczało tu 615 uczniów.
Szczególnym wyrazem uznania dla szkoły było oddanie do jej dyspozycji fundacji założonej 4 czerwca 1869 r. dla uczczenia zasług opuszczającego urząd nadburmistrza Bydgoszczy – Karla von Follera. Z pieniędzy tych wspomagano uboższych uczniów szkoły. W szkole istniały biblioteki: nauczycielska, uczniowska oraz biblioteka pomocnicza. Wypożyczano z niej podręczniki uczniom, których nie stać było na zakup własnych. Funkcjonował również dobrze wyposażony gabinet fizyczny i laboratorium chemiczne. Placówka dysponowała pokaźnym zbiorem przyrodniczym, na który złożyły się preparaty botaniczne i zoologiczne, różnorodne modele anatomiczne oraz kolekcja skamielin i minerałów. Z biegiem lat rozszerzono znacznie programy nauczania i szkoła osiągnęła wysoki poziom kształcenia.
Pierwszym, długoletnim (1851–1886) dyrektorem szkoły był Gustav Gerber, który ją od podstaw zorganizował i rozwinął. W 1876 r., w dniu jubileuszu 25-lecia szkoły, otrzymał on godność Honorowego Obywatela Bydgoszczy.
Decyzją ministra szkolnictwa z 31 marca 1882 r. miejska szkoła realna podniesiona została do rangi gimnazjum realnego o matematyczno-przyrodniczym profilu kształcenia. W 1890 r. została przejęta przez państwo pruskie (Królewskie Gimnazjum Realne).
W latach 1906–1908 budynek szkolny został rozbudowany od wschodu, o dwupiętrową bryłę ze skrzydłem. Stanowił on wówczas narożnik nowo wytyczonej na obszarze dawnego wzgórza zamkowego ulicy Przy Zamczysku.

### Okres międzywojenny
W okresie międzywojennym w budynku znajdowało się Państwowe Gimnazjum Humanistyczne, jedno z trzech miejskich gimnazjów państwowych dla chłopców w Bydgoszczy.
Była to szkoła męska, choć w latach 1920–1923 przejściowo uczyły się w nim również dziewczęta, ale w niewielkiej liczbie. W odróżnieniu od Gimnazjum Klasycznego (przy pl. Wolności) mniejszy nacisk kładziono na naukę języków klasycznych (nie uczono greki, łaciny – dopiero od czwartej klasy), za to obowiązywała zwiększona liczba godzin z przedmiotów przyrodniczych i matematyczno-fizycznych oraz języka francuskiego.
W 1920 r. Państwowe Gimnazjum Humanistyczne liczyło 359 uczniów, w latach następnych liczba ta zdecydowanie wzrosła i przekraczała 500, a w roku szkolnym 1924/25 i 1925/26 nawet 600 uczniów. Specyfiką szkoły była duża otwartość narodowościowa i wyznaniowa. Wśród uczniów znajdowali się Polacy, Żydzi, a nawet Niemcy, wobec czego udzielano lekcji religii rzymskokatolickiej, a także ewangelickiej i żydowskiej.
W 1937 r. szkoła uzyskała za patrona marszałka Edwarda Śmigłego-Rydza. Od 1938 r. pełna nazwa brzmiała: II Państwowe Liceum i Gimnazjum im. Marszałka Edwarda Śmigłego-Rydza w Bydgoszczy.
Budynek szkoły w chwili przejęcia przez Polaków nie był w najlepszym stanie. Tylko dużemu wysiłkowi grona pedagogicznego zawdzięczano, że mógł pomyślnie spełniać zadania siedziby szkoły średniej. Sukcesem szkoły było wygospodarowanie pomieszczeń na pracownię fizyczno-chemiczną, historyczno-geograficzną, biologiczną, polonistyczną i rysunkową. W nowo wzniesionych parterowym budynku urządzono sale do prac ręcznych.

### Okres powojenny
Po zakończeniu II wojny światowej w budynku nadal mieściły się szkoły średnie. W latach 50. i 60. XX w. znajdowała się tu Szkoła Ogólnokształcąca Stopnia Podstawowego i Licealnego, a także II Gimnazjum i Liceum im. Marii Skłodowskiej-Curie, Zawodowa Szkoła Metalowa i Technikum Budowlane.
W 1968 r. podarowano go Wyższej Szkole Inżynierskiej, założonej w 1951 r. Umieszczono w nim powołany rok wcześniej Wydział Budownictwa Lądowego tej uczelni. W 1974 r. Wyższa Szkoła Inżynierska połączyła się z bydgoską filią Akademii Rolniczej w Poznaniu i zmieniła nazwę na Akademia Techniczno-Rolnicza, a w 2006 r. na Uniwersytet Technologiczno-Przyrodniczy im. Jana i Jędrzeja Śniadeckich.
W 1992 r. rozpoczęto proces przenoszenia jednostek Wydziału Budownictwa z budynku przy ul. Grodzkiej do ośrodka ATR w Fordonie. Do nowych pomieszczeń przeprowadziły się m.in. władze wydziału oraz większość jednostek organizacyjnych. Te które pozostały, znacznie poprawiły swoje warunki lokalowe. Przenosin wszystkich jednostek dokonano do 2007 r.
W tym roku do budynku przeniesiono istniejące od 2004 r. Wyższe Seminarium Duchowne Diecezji Bydgoskiej im. bpa Michała Kozala. Jest to zarazem sekcja zamiejscowa Wydziału Teologicznego Uniwersytetu im. Adama Mickiewicza w Poznaniu, kształcąca na kierunku teologii pastoralnej o specjalności kapłańskiej.
W latach 2006–2008 budynek został wyremontowany. Oczyszczona została także elewacja ceglana.
W 2022 Seminarium zamknięto, a budynek przeznaczono na siedzibę Centrum Edukacyjno-Formacyjnego diecezji bydgoskiej.

## Architektura
Starsza, ceglana część budynku nawiązuje do form neogotyckich (pruskiego stylu narodowego), nowsza, otynkowana do neobaroku.
Bryła starsza jest symetryczna, z dwoma ryzalitami na osi, kryta niskim dachem czterospadowym. W ryzalicie frontowym w przyziemiu znajdują się otwory drzwiowe w formie potrójnej arkady. Ryzalit zamknięty jest u góry ścianką attykową, zwieńczoną sterczynami.
Nowsza część budynku, posiada w narożniku pseudowieżyczkę krytą dachem hełmowym.